# Maison de Plœuc
 (mai 2023).
Si vous disposez d'ouvrages ou d'articles de référence ou si vous connaissez des sites web de qualité traitant du thème abordé ici, merci de compléter l'article en donnant les références utiles à sa vérifiabilité et en les liant à la section « Notes et références ».
La Maison de Plœuc est une famille noble d'extraction chevaleresque du duché de Bretagne, probablement issue des comtes de Poher.

## Alliances et personnages illustres
NB: La liste n'est pas exhaustive. Seuls les membres de la famille ayant atteint une certaine notoriété et leurs ancêtres directs ont été indiqués.
Les Plœuc se sont alliés notamment aux vicomtes de Léon, Kergorlay, Rohan, Rostrenen, Penhoët, Quelen, Rieux, Penancoët de Keroual, Maillé, Ango de La Motte-Ango de Flers, Conen de Saint-Luc.
Jehanne de Plœuc, héritière de la branche ainée épousa en 1292 Tanguy de Kergorlay, seigneur du Tymeur en Poullaouen à condition de relever le nom et les armes de Plœuc, ce que fit leur fils Vincent né vers 1293. Ce dernier épousa Aliette de Penhoet, dont:
- Leur fils Guillaume II (1340-1364) qui épousa en 1360 Jehanne de Quélenne, dont Jehan qui épousa Jehanne de Chastellier, qui lui donna Guillaume III (x-1447) conseiller et chambellan du duc de Bretagne ; il se maria en 1413 avec Marguerite du Chastel, fille dit-on d'Hervé II du Chastel.
  - Leur fils Guillaume IV (1410-1441) se marie avec Jeanne du Juch, dame de Kervégant et de Suguensou, fille de Henri II du Juch seigneur de Pratanroux, avec Catherine, dame de Kervégant et de Suguensou[2].
    - Leur fils Vincent II de Plœuc, décédé en 1520, se marie avec Jeanne de Rosmadec. Le portrait des deux époux est représenté sur la maîtresse-vitre de l'église paroissiale de Kergloff.
      - Leur fils, Charles de Plœuc de Tymeur né vers 1529 au château de Tymeur en Poullaouen et marié en 1551 à Bourg-Blanc avec Maria de Saint-Goueznou, décédée en 1557.
        - Un de leurs fils est Vincent IV de Plœuc de Tymeur, né vers 1555 au manoir de Tymeur, noble, chevalier, marquis de Tymeur par lettres patentes de novembre 1616, baron de Kergorlay, vicomte de Coêtquénan, seigneur de Plouyé et autres lieux ; marié avec Suzanne De Coëtanezre.
          - Leur fils Sébastien de Plœuc, né vers 1589 et décédé en 1644 au château de Tymeur, marquis de Tymeur ;  marié à Marie de Rieux (+ 1628). Leur petite fille est Louise Renée de Penancoët de Keroual, duchesse de Portsmouth et d'Aubigny.
            - Leur fille Renée Mauricette de Plœuc (née vers 1619), mariée en premières noces avec Donatien de Maillé, marquis de Kerman (tué en duel en 1652 par le Claude du Chastel, marquis de Goulaine) et remariée avec Charles Percin de Montgaillard assassiné le 12 septembre 1675 par deux gentilshommes de Carhaix les sieurs de Beaumont et de Pontgant.
            - Une autre de leurs filles, Louise Gabrielle de Plœuc, dame d'Ergué et du Plessis, épousa en 1645 Jacques Rivoalen, écuyer, seigneur de Mesléan en Saint Gouësnou, de Pennaneac'h, de Pontéon et de Lanuzouarn en Plouénan.

          - Un autre fils de Sébastien de Plœuc est Vincent de Plœuc de Tymeur, marié vers 1612 à Suzanne de Coetanezre, héritière des manoirs de Lescongar (en Plouhinec) et de Poulguidou (en Mahalon)[3].

        - Un autre fils de Charles de Plœuc de Tymeur est Jean de Plœuc, commissaire de l'arrière-ban de Cornouaille, seigneur de Kerandraon en Mahalon, tué en 1590 ; il a épousé le 14 novembre 1580 Anne de Tyvarlen, originaire d'une famille noble de Pont-Croix, qui lui a apporté en dot Tyvarlen (en Pont-Croix), Guilguiffin (en Landudec), Kernuz (en Pont-l'Abbé), Kergaradec (en Fouesnant) et autres lieux de Cornouaille[4]. La tombe d'Anne de Tyvarlen a été retrouvée en 1911 lors de travaux dans l'église paroissiale Saint-Magloire de Mahalon[5].
          - Leur fils Nicolas de Plœuc, décédé en 1655, a épousé en juin 1613 Christophette de Courtavel
            - Leur fils René de Plœuc, né en 1619, se marie le 23 juin 1648 avec Marie Gourcun, dame de Mesros ; ils vivent au manoir du Guilguiffin en Landudec.
              - Leur fils cadet François-Hyacinthe de Plœuc du Timeur, né au manoir du Guiguiffin en Landudec le 16 avril 1661, fut évêque de Cornouaille de 1707 à 1739. Il meurt le 18 janvier 1739 à Quimper.
              - Leur fils aîné Nicolas-Joseph de Plœuc, né le 15 avril 1658 à Landudec, se maria le 26 juin 1690 avec Louise Allain.
                - Leur fils, Nicolas Louis de Plœuc, né le 17 juin 1694 à Landudec, mort le 30 juin 1779 au château du Guilguiffin en Landudec, conseiller au Parlement de Bretagne ; il s'est marié avant 1738 avec Marie Françoise de Kervenozaël et, après la mort de celle-ci, le 15 octobre 1759 à Quimper avec Jeanne-Guillemette du Boisguéhenneuc.
                  - Leur fils, Alexandre-Jean-Sébastien de Plœuc, né le 5 novembre 1766 à Landudec, mort le 12 octobre 1858 à Briec ; il s'est marié le 18 octobre 1809 à Guingamp avec Marie-Louise-Alexandrine Le Jumeau de Kergaradec.
                    - Leur fils, Alexandre Marie Sébastien, marquis de Plœuc, né le 7 octobre 1815 à Quimper, mort le 25 août 1887 à Briec, fut sous-gouverneur de la Banque de France dont il fut le responsable pendant la Commune de Paris. Il fut aussi député de la Seine.
                      - Leur fils, René Alexandre de Plœuc, marquis, né le 26 décembre 1867 à Constantinople, acheta le château de Kerambleiz en Plomelin (Finistère) et fut maire de Landrévarzec entre 1913 et 1917.
                        - Leur fille, Béatrice de Plœuc, mariée avec Marcel de Flers fut la dernière du nom. Née le 10 avril 1899 à Paris et décédée en 1965 dans la même ville, elle s'illustra dans la résistance. Arrêtée en 1943, avec sa sœur Hélène de Plœuc et son époux Marcel de Flers, elle fut déportée au camp de concentration de Ravensbrück. Elle était officier de la Légion d'honneur.

              - Vincent de Plœuc (autre fils de René de Plœuc et Marie Gourcun), né vers 1675, lieutenant des vaisseaux du Roy, chevalier de Saint-Louis, époux de Marie Guyonne Goubert, mort le 15 septembre 1753 au manoir du Roual en Lannilis.